# 晶鱸
晶鱸為輻鰭魚綱鱸形目鱸科晶鱸屬的其中一種，也是晶鱸屬的模式物種。分布於美國密西西比河及珍珠河流域，體長可達16公分，棲息在水質清澈、流動快速的沙石底質溪流。目前被IUCN列為易危物種。

## 命名
本魚由美國動物學家大衛·斯塔爾·喬丹在1878年命名，原學名是，屬於隱鱸屬，直到1887年才與查爾斯·亨利·吉爾伯特以本種建立了新的晶鱸屬。
本魚的種小名「asprella」字根「aspro」是歐洲鱸魚類金吉鱸當時的學名，-ella，是拉丁語的小詞綴，意思是喬丹覺得這魚像是「小金吉鱸」。

## 分布
本魚為溫帶的底棲淡水魚，分布於美國密西西比河流域，從俄亥俄州至明尼蘇達州，南至密西西比州南部、路易斯安那州北部和俄克拉荷馬州東南部；以及艾斯康比亞郡的墨西哥灣、莫比爾灣和珍珠河流域。現已在俄亥俄州、肯塔基州、印第安納州和伊利諾伊州局部滅絕。

## 形態
本魚標準體長可達16.0公分。本魚體形延長，背鰭兩片，背鰭硬棘10-17枚、軟條11-15枚，無脂鰭；臀鰭無硬棘，軟條12-16枚；尾鰭開叉；胸鰭軟條15-19枚。側綫鱗片77-96枚，側線上鱗6-10列，側線下鱗7-14列。
口裂寬度3.7-6.1%標準體長；眶前斑點與眶前緣緊貼或稍微分離；腹鰭非鐮形；頰部鱗4-14列（模態11）；鰓蓋鱗2-13列減少（模態4）；體側中線斑點8-14（模態10）；臀鰭鰭條12-16枚（模態14）；背鰭棘數10-17枚（模態14）；側線下鱗7-14列（模態9）。

## 生態
本魚常出現在水質清澈、砂石底質的中小溪流。
其繁殖行為預計類似透明鏢鱸（Ammocrypta pellucida）。

## 經濟利用
本魚未有任何經濟用途。

## 保護現狀
本魚易受淤泥與各種來源的汚染物傷害，比如城市化、露天採礦、伐木、天然氣勘探、不恰當的農業方式，還有河流改造工程、比如築水壩、疏浚、河道槽化等。
密西西比河上游水系最主要的威脅是來自疏浚通航，水道建設已經導致一些區域的棲息地遭破壞與退化。田納西—汤比格比水道建設以來，已經導致了本魚數量的下降。由於泥沙淤積，密西西比河也許不能繼續成為擴散通道。阿拉巴馬州的加哈巴河下游則因為上游的城市化與露天採礦而導致淤積與河水永久性富營養化。
莫比爾河流域的種群被水壩與淤積水庫所隔離。
由於本魚需要快速水流環境，因此對水流變化（如水壩）非常敏感。在威斯康辛州的奇珀瓦河與聖克羅伊河下游，水力發電水壩導致的流速變動可能構成威脅。
外來魚種的引入也是另一項潛在威脅。新引進的物種可能與本魚競爭或捕食其個體。
被局限在一個地方的種群容易因單一毀滅性事件（如有毒物質洩漏）而局部滅絕。
儘管本魚對非破壞性干擾的容忍度相對較高，但若該棲地遭受大量娛樂性活動干擾，亦可能產生過度破壞。
國際自然保護聯盟於2013年評估本種為「易危物種」，原因是本魚的數量在過去10年裡下降了30%。